# Determinismo geográfico
Determinismo geográfico é o estudo de como o ambiente físico predispõe as sociedades e os Estados a trajetórias específicas de desenvolvimento económico ou social (ou mesmo, mais genericamente, culturais). Jared Diamond, Jeffrey Herbst, Ian Morris e outros cientistas sociais desencadearam um renascimento da teoria durante o final do século XX e início do século XXI. Esta escola de pensamento do "determinismo neoambiental" examina como as forças geográficas e ecológicas influenciam a construção do Estado, o desenvolvimento económico e as instituições. Embora versões arcaicas da interpretação geográfica tenham sido utilizadas para encorajar o colonialismo e o eurocentrismo, figuras modernas como Diamond buscam utilizar esta abordagem para combater o racismo nestas explicações.  

## História
O determinismo geográfico é uma abordagem que sugere que o ambiente físico, especialmente características geográficas como clima, topografia e recursos naturais, determina em grande parte o desenvolvimento humano e as características culturais de uma sociedade. Essa perspectiva foi mais proeminente no século XIX e no início do século XX, mas foi posteriormente criticada devido à sua simplificação excessiva e à falta de consideração de outros fatores significativos. O determinismo socioambiental, por sua vez, expande essa ideia para incluir não apenas os elementos físicos do ambiente, mas também fatores sociais e culturais na determinação do comportamento humano e das características de uma sociedade. Isso implica que as condições sociais e culturais podem ser explicadas e preditas com base nas características do ambiente em que as pessoas vivem.  
Relacionando o determinismo geográfico ao determinismo socioambiental, é possível perceber uma conexão nas formas como ambos sugerem que as condições ambientais, sejam físicas, sociais ou culturais, têm um papel fundamental na moldagem das sociedades. No entanto, é importante destacar que essas teorias foram criticadas por simplificar demais a complexidade das interações humanas e por negligenciar a importância de fatores como a história, a política e as escolhas individuais. O preconceito socioambiental surge quando essas teorias são aplicadas de maneira injusta e discriminatória, associando determinadas características ou comportamentos a grupos específicos com base em seu ambiente. Isso pode levar a estereótipos prejudiciais e ações discriminatórias, ignorando a diversidade e a capacidade das pessoas de transcenderem as supostas limitações impostas pelo ambiente em que vivem.  
Foi o caso da geógrafa norte-americana Ellen Churchill Semple (aluna de Ratzel na Universidade de Leipzig), que atribuía os preceitos da religião budista à suposta "lassidão" que seria própria das populações que habitam regiões quentes e úmidas. Outros discípulos de tal teoria afirmam que um meio natural mais hostil proporcionaria um maior nível de desenvolvimento ao exigir um alto grau de organização social para suportar todas as contrariedades impostas pela natureza. Seria esse o caso dos povos que habitam regiões onde os invernos são muito rigorosos, já que isso os obrigaria a trabalhar e armazenar muita comida para atravessar melhor essa estação.
Desse modo, haveria uma explicação para o desenvolvimento das sociedades europeias, que não tiveram grandes dificuldades em subjugar os povos tropicais, mais indolentes e atrasados, teoria que justificou o expansionismo neocolonial entre o fim do século XIX e o início do século XX. Essas ideias seriam, mais tarde, aproveitadas pelos cientistas da Alemanha Nazista. 

Apesar disso, seria errado concluir que o determinismo ambiental é uma ideologia criada pelas classes dominantes europeias para justificar o colonialismo. Na verdade, a tese de que as condições ambientais determinam em larga medida os processos históricos era muito bem aceita entre teóricos ligados à esquerda política. Esse é o exemplo de Karl Marx, segundo o qual o capitalismo surgiu na Europa por causa das condições edáficas do continente, conforme a seguinte passagem:
Uma natureza pródiga demais 'retém o homem pela mão como uma criança sob tutela'; ela o impede de se desenvolver ao não fazer com que seu desenvolvimento seja uma necessidade de natureza. A pátria do capital não se encontra sob o clima dos trópicos, em meio a uma vegetação luxuriante, mas na zona temperada. Não é a diversidade absoluta do solo, mas sobretudo a diversidade de suas qualidades químicas, de sua composição geológica, de sua configuração física, e a variedade de seus produtos naturais que formam a base natural da divisão social do trabalho e que excitam o homem, em razão das condições multiformes ao meio em que se encontra situado, a multiplicar suas necessidades, suas faculdades, seus meios e modos de trabalho.
E ainda há outros exemplos disso, como o geógrafo anarquista Élisée Reclus - cujas afirmações acerca das influências da natureza sobre o homem eram mais categóricas do que as de Ratzel - e o teórico marxista Gueorgui Plekhanov, que influenciou o também marxista Caio Prado Júnior. De fato, tanto Plekhanov quanto Prado Júnior afirmavam que a economia deriva das condições naturais. Esse é um dos pressupostos utilizados por Prado Júnior para estabelecer a diferença entre colônias de povoamento e colônias de exploração, sendo as primeiras próprias das regiões de clima temperado da América do Norte e as segundas localizadas nas regiões de clima tropical.

### Períodos clássico e medieval
As primeiras teorias do determinismo ambiental na China Antiga, na Grécia Antiga e na Roma Antiga sugeriam que as características ambientais determinavam completamente as qualidades físicas e intelectuais de sociedades inteiras. Guan Zhong (720–645 aC), um dos primeiros chanceleres da China, afirmou que as qualidades dos principais rios moldavam o caráter dos povos vizinhos. Rios rápidos e sinuosos tornavam as pessoas "gananciosos, rudes e guerreiros". O antigo filósofo grego Hipócrates escreveu um relato semelhante em seu tratado "Aires, Waters, Places". Neste texto, Hipócrates explicou como as etnias das pessoas estavam ligadas ao seu ambiente. Ele argumentou que existia uma conexão entre a geografia que cercava as pessoas e sua etnia. Hipócrates descreveu os efeitos de diferentes climas, costumes e dietas nas pessoas e como isso afetou seus comportamentos, atitudes, bem como sua suscetibilidade a doenças e enfermidades. 
Por exemplo, ele explica que a raça asiática era menos guerreira em comparação com outras civilizações devido ao seu clima. Ele atribui isto ao facto de “não haver grandes mudanças no clima, que não é nem quente nem frio, mas temperado” e como as condições climáticas permitem que os asiáticos vivam sem choques ou ansiedades mentais. De acordo com Hipócrates, as ansiedades e os choques promovem a paixão e a imprudência nos humanos, mas como os asiáticos não têm isso, permanecem fracos. Isto está relacionado com a forma como os asiáticos são governados, afirmando que eles não “governam a si próprios nem são autónomos, mas sim sujeitos a um déspota, não há interesse próprio em parecer guerreiros”. 
Nos capítulos posteriores da sua obra, ele contrasta esta atitude com a dos europeus. Ele afirma que a preguiça pode ser atribuída como um efeito do clima uniforme e que “a resistência do corpo e da alma vem da mudança. Além disso, a covardia aumenta a suavidade e a preguiça, enquanto a coragem gera resistência e uma ética de trabalho.” Como os europeus sofrem mais flutuações no seu clima, não permanecem habituados ao seu clima e são forçados a suportar mudanças constantes. Hipócrates afirma que isto se reflecte no carácter de uma pessoa e liga isso ao carácter dos europeus, explicando que “Por esta razão, aqueles que vivem na Europa são lutadores mais eficazes”. 
Segundo Hipócrates, também existem manifestações físicas de determinismo ambiental nas pessoas. Ele apresenta a ligação entre a natureza da terra e seu povo, argumentando que o físico e a natureza do homem são formados e influenciados por ela. Ele explica uma das maneiras pelas quais essa conexão é demonstrada, afirmando: “Onde a terra é rica, macia e bem irrigada, e as águas estão perto da superfície, de modo que ficam quentes no verão e frias no inverno, e onde o o clima é bom, lá os homens são flácidos e sem articulações, inchados e preguiçosos e, em sua maioria, covardes.” 
Ele observa os citas nômades como exemplos de uma civilização que possui essas características. Em uma seção anterior de seu texto, ele observa como os citas são flácidos e inchados e possuem as barrigas mais inchadas de todos os povos. Ele também comenta que todos os homens são idênticos e todas as mulheres são idênticas na aparência, homens com homens e mulheres com mulheres. Ele atribui isso às condições climáticas em que vivem e ao fato de terem estações idênticas de verão e inverno. A falta de troco os leva a usar as mesmas roupas, a comer a mesma fama, a respirar o mesmo ar úmido e a abster-se de trabalhar. Esta continuidade e a falta de mudanças fortes no clima é o que Hipócrates identifica como a causa do seu aparecimento. Como os citas não estão acostumados a passar por mudanças repentinas, eles não conseguem desenvolver o corpo ou a alma para suportar atividades físicas. Em comparação, locais “onde a terra é estéril, seca, agreste e assolada por tempestades no inverno ou queimada pelo sol no verão, ali se encontraria forte, magro e bem definido. homens musculosos e peludos.” 
Essas características também refletiriam em seu caráter, pois possuiriam naturezas trabalhadoras, inteligentes e independentes, além de serem mais habilidosos e guerreiros do que outros. Hipócrates também argumenta que a aparência física causada pelos ambientes das pessoas afeta a reprodução e a fertilidade das civilizações, o que afeta as gerações futuras. Ele apresenta a aparência e os corpos dos citas como tendo um impacto negativo na fertilidade de sua civilização. Hipócrates argumenta que, devido aos seus estômagos inchados e “barriga inferior extremamente macia e fria”, os homens citas não estão ansiosos por relações sexuais e, devido a esta condição, “é altamente improvável que sejam capazes de satisfazer seus desejos”. Ele argumenta ainda que o comportamento dos homens citas e seus costumes de andar a cavalo também afetaram sua fertilidade porque os “constantes saltos a cavalo tornaram os homens citas impróprios para o sexo” e os tornaram inférteis. As mulheres, segundo Hipócrates, também são inférteis.
As mulheres, segundo Hipócrates, também são inférteis devido à sua condição física e porque são gordas e inchadas. Hipócrates afirma que, devido ao seu físico, as mulheres têm úteros muito úmidos e “incapazes de absorver a semente de um homem”. Isto, explica ele, afecta a sua fertilidade e a sua reprodução, bem como causa outros problemas no funcionamento do seu sistema reprodutivo, por exemplo “a sua purga mensal também não é como deveria ser, mas é tão rara quanto escassa.” Devido à gordura, seus úteros ficam entupidos, o que bloqueia a semente masculina. Todas estas condições e características são evidências que apoiam a sua afirmação de que a raça cita é infértil e funcionam como um exemplo de como o conceito de determinismo ambiental se manifesta. 
Escritores do Oriente Médio medieval também produziram teorias de determinismo ambiental. O escritor afro-árabe al-Jahiz argumentou que a cor da pele das pessoas e do gado era determinada pela água, pelo solo e pelo calor dos seus ambientes. Ele comparou a cor do basalto negro no norte de Najd com a cor da pele dos povos que vivem lá para apoiar sua teoria. Ibne Caldune, o sociólogo e polímata árabe, relacionou de forma semelhante a cor da pele a fatores ambientais. Em seu Muqaddimah (1377), ele escreveu que a pele negra se devia ao clima quente da África Subsaariana e não à linhagem africana. Assim, ele desafiou as teorias raciais camíticas que sustentavam que os filhos de Cão (filho de Noé) foram amaldiçoados com pele negra. Muitos escritos de ibne Caldune foram traduzidos durante a era colonial, a fim de fazer avançar a máquina de propaganda colonial. 
Ibne Caldune acreditava que o ambiente físico influenciava fatores não físicos além da cor da pele. Ele argumentou que o solo, o clima e a alimentação determinavam se as pessoas eram nômades ou sedentárias e quais costumes e cerimônias elas realizavam. Seus escritos podem ter influenciado os escritos posteriores de Montesquieu durante o século XVIII através do viajante Jean Chardin, que viajou para a Pérsia e descreveu teorias semelhantes às de ibne Caldune. 

### Período colonial ocidental
O determinismo ambiental tem sido amplamente criticado como uma ferramenta para legitimar o colonialismo, o racismo e o imperialismo em África, nas Américas e na Ásia. O determinismo ambiental permitiu aos geógrafos justificar cientificamente a supremacia das raças brancas europeias e a naturalidade do imperialismo. Estudos acadêmicos reforçaram justificativas religiosas e, em alguns casos, as substituiu durante o final do século XIX.  Muitos escritores, incluindo Thomas Jefferson, apoiaram e legitimaram a colonização africana argumentando que os climas tropicais tornavam as pessoas incivilizadas. Jefferson argumentou que os climas tropicais encorajavam a preguiça, as atitudes relaxadas, a promiscuidade e as sociedades geralmente degenerativas, enquanto a variabilidade frequente no clima das latitudes médias e setentrionais levou a uma ética de trabalho e a sociedades civilizadas mais fortes. Adolf Hitler também fez uso desta teoria para exaltar a suposta supremacia da raça nórdica. 
Acreditava-se que defeitos de caráter supostamente gerados por climas tropicais eram hereditários segundo a teoria lamarckiana de herança de características adquiridas, um precursor desacreditado da teoria darwiniana da seleção natural. A teoria começa com a observação de que um organismo confrontado com pressões ambientais pode sofrer alterações fisiológicas durante a sua vida através do processo de aclimatação. O Lamarckianismo sugeriu que essas mudanças fisiológicas podem ser transmitidas diretamente aos descendentes, sem a necessidade de os descendentes desenvolverem a característica da mesma maneira. 
Sociedades geográficas como a Royal Geographical Society e a Société de géographie apoiaram o imperialismo financiando exploradores e outros proponentes coloniais. As sociedades científicas agiram de forma semelhante. As sociedades de aclimatação apoiaram diretamente as empresas coloniais e desfrutaram dos seus benefícios. Os escritos de Lamarck forneceram respaldo teórico para as doutrinas de aclimatação. A Société Zoologique d'Acclimatation foi fundada em grande parte por Isidore Geoffroy Saint-Hilaire - filho de Étienne Geoffroy Saint-Hilaire, um colega próximo e apoiador de Lamarck. Ellen Churchill Semple, uma proeminente estudiosa do determinismo ambiental, aplicou as suas teorias num estudo de caso que se concentrou nas Filipinas, onde mapeou a civilização e a natureza selvagem na topografia das ilhas. 
Outros estudiosos argumentaram que o clima e a topografia faziam com que traços de caráter específicos aparecessem em determinadas populações. Os estudiosos impuseram, assim, estereótipos raciais a sociedades inteiras. As potências imperiais racionalizaram a exploração do trabalho alegando que os povos tropicais eram moralmente inferiores.  O papel do determinismo ambiental na racionalização e legitimação do racismo, do etnocentrismo e da desigualdade económica suscitou, consequentemente, fortes críticas. David Landes condena de forma semelhante o que chama de geografia moral não científica de Ellsworth Huntington. Ele argumenta que Huntington minou a geografia como ciência ao atribuir toda a actividade humana a influências físicas para que pudesse classificar as civilizações hierarquicamente – favorecendo aquelas que considerava melhores. 

### Crescimento do determinismo neoambiental no final do século 20
O determinismo ambiental foi revivido no final do século XX como determinismo neoambiental, um novo termo cunhado pelo cientista social e crítico Andrew Sluyter. Sluyter argumenta que o determinismo neoambiental não rompe suficientemente com os seus precursores clássicos e imperiais. Outros argumentaram que, num certo sentido, uma abordagem darwiniana do determinismo é útil para lançar luz sobre a natureza humana. 
O determinismo neoambiental examina como o ambiente físico predispõe as sociedades e os estados a trajetórias específicas de desenvolvimento económico e político. Explora como as forças geográficas e ecológicas influenciam a construção do Estado, o desenvolvimento económico e as instituições. Também aborda os receios em torno dos efeitos das alterações climáticas modernas. Jared Diamond foi influente no ressurgimento do determinismo ambiental devido à popularidade de seu livro "Guns, Germs, and Steel", que aborda as origens geográficas da formação do estado antes de 1500 d.C. 
Os estudiosos do determinismo neoambiental debatem o quanto o ambiente físico molda as instituições econômicas e políticas. Os historiadores económicos Stanley Engerman e Kenneth Sokoloff argumentam que as dotações de factores afectaram grandemente o desenvolvimento "institucional" nas Américas, o que significam a tendência para regimes mais livres (democráticos, de mercado livre) ou não-livres (ditatoriais, economicamente restritivos). Em contraste, Daron Acemoglu, Simon Johnson e James A. Robinson sublinham que os factores geográficos mais influenciaram o desenvolvimento institucional durante a formação inicial do Estado e o colonialismo. Eles argumentam que as diferenças geográficas não podem explicar diretamente as disparidades de crescimento económico após 1500 d.C., exceto através dos seus efeitos nas instituições económicas e políticas.  Os economistas Jeffrey Sachs e John Luke Gallup examinaram os impactos directos dos fatores geográficos e climáticos no desenvolvimento económico, especialmente o papel da geografia no custo do comércio e no acesso aos mercados, no ambiente das doenças e na produtividade agrícola. 
A crise contemporânea do aquecimento global também impactou os estudos sobre o determinismo ambiental. Jared Diamond traça semelhanças entre as mudanças nas condições climáticas que derrubaram a civilização da Ilha de Páscoa e o aquecimento global moderno no seu livro "Collapse: How Societies Choose to Fail or Succeed".   Alan Kolata, Charles Ortloff e Gerald Huag descrevem de forma semelhante o império Tiwanaku e os colapsos da civilização maia como causados por eventos climáticos como a seca . Peter deMenocal, Assim como os trabalhos de terraplenagem nos desertos do oeste surgiram a partir de noções de pintura de paisagem, o crescimento da arte pública estimulou os artistas a envolverem a paisagem urbana como outro ambiente e também como uma plataforma para envolver ideias e conceitos sobre o ambiente para um público maior. Um cientista do Observatório Terrestre Lamont-Doherty da Universidade de Columbia escreve que o colapso social devido às alterações climáticas é possível hoje. 
Os estudos recentes em determinismo ambiental e geográfico têm desempenhado um papel importante na compreensão das influências do ambiente e da geografia nas características humanas. Essa abordagem busca examinar como fatores como clima, geografia, recursos naturais e condições ambientais podem afetar o desenvolvimento humano, as culturas e as sociedades. No entanto, é essencial abordar esses estudos com cautela e evitar interpretações simplistas, pois certos conceitos tradicionais relacionados a esse determinismo precisam ser relativizados. Os estudos em determinismo ambiental e geográfico ajudam a contextualizar as diferenças observadas entre grupos humanos, destacando como as condições locais podem influenciar características culturais e sociais. Ao compreendermos as variáveis ambientais que moldam comportamentos e tradições, podemos desafiar estereótipos prejudiciais e superar preconceitos baseados em suposições simplistas sobre grupos étnicos ou geográficos.     
Em vez de adotar uma visão determinista rígida, os estudos mais recentes destacam a complexidade das interações entre fatores ambientais, geográficos e culturais. Essa abordagem reconhece que a influência do ambiente não é determinística, mas interage com uma variedade de outros fatores. Os estudos contemporâneos destacam a adaptabilidade das culturas humanas a diferentes ambientes. Isso desafia ideias preconcebidas de que certas culturas são fixas e imutáveis, reconhecendo a capacidade humana de se ajustar e inovar em resposta às mudanças ambientais. É crucial reconhecer que, mesmo em uma região geográfica específica, há uma ampla variedade de culturas, práticas e características humanas. Isso implica que não se pode generalizar ou estereotipar com base apenas em características geográficas. Os estudos recentes também destacam a importância das influências contemporâneas, como a globalização e a mobilidade, que podem ter um impacto significativo nas culturas e sociedades, muitas vezes ultrapassando as influências puramente geográficas.   
O estudo das influências do ambiente sobre a história continua atual, como se observa, a exemplo, nos textos de Jared Diamond. O historiador Ian Morris, por sua vez, defende a tese de que a hegemonia da Europa e dos Estados Unidos nos últimos quinhentos anos não se deve a nenhuma característica racial, cultural, política ou econômica dos povos dessas áreas, mas tão-somente às vantagens oferecidas pelo seu meio geográfico em relação ao contexto histórico desse período. Segundo esse autor, a geografia "[...] molda a história, mas não de maneira óbvia: determina por que sociedades em algumas partes do mundo se desenvolvem tão mais rápido do que outras; mas, ao mesmo tempo, o grau em que as sociedades se desenvolveram determina o peso da geografia". Como exemplo, ele cita a posição da Grã-Bretanha no Oceano Atlântico, a qual manteve os povos dessas ilhas atrasados em relação às civilizações que floresceram com base na agricultura há 4 mil anos, mas representou uma enorme vantagem do século XVII em diante, por ampliar o raio de ação da marinha britânica.

## Impactos ecológicos e geográficos na formação inicial do estado

### Efeitos das dotações de espécies, clima e eixos continentais anteriores a 1500
No livro vencedor do Prêmio Pulitzer, "Guns, Germs, and Steel (1999)", o autor Jared Diamond aponta a geografia como a resposta para o motivo pelo qual certos estados foram capazes de crescer e se desenvolver mais rápido e mais fortes do que outros. A sua teoria citava o ambiente natural e as matérias-primas que uma civilização tinha como factores de sucesso, em vez de reivindicações populares centenárias de superioridade racial e cultural. Diamond diz que essas dotações naturais começaram com o surgimento do homem e favoreceram as civilizações eurasianas devido à sua localização ao longo de latitudes semelhantes, clima agrícola adequado e domesticação precoce dos animais. 
Diamond argumenta que os primeiros estados localizados ao longo das mesmas linhas de latitude eram especialmente adequados para tirar vantagem de climas semelhantes, facilitando a propagação de culturas, pecuária e técnicas agrícolas. Culturas como o trigo e a cevada eram simples de cultivar e fáceis de colher, e as regiões adequadas para o seu cultivo registaram elevadas densidades populacionais e o crescimento das primeiras cidades. A capacidade de domesticar animais de rebanho, que não tinham medo natural dos humanos, altas taxas de natalidade e uma hierarquia inata, deu a algumas civilizações as vantagens do trabalho gratuito, fertilizantes e animais de guerra.  
A orientação leste-oeste da Eurásia permitiu que o capital do conhecimento se espalhasse rapidamente, e os sistemas de escrita para acompanhar as técnicas agrícolas avançadas deram às pessoas a capacidade de armazenar e construir sobre uma base de conhecimento através das gerações. O artesanato floresceu à medida que o excedente de alimentos provenientes da agricultura permitiu a alguns grupos a liberdade de explorar e criar, o que levou ao desenvolvimento da metalurgia e aos avanços da tecnologia. 
Embora a geografia vantajosa tenha ajudado a desenvolver as primeiras sociedades, a proximidade em que os humanos e os seus animais viviam levou à propagação de doenças por toda a Eurásia. Ao longo de vários séculos, doenças desenfreadas dizimaram populações, mas acabaram por conduzir a comunidades resistentes a doenças. Diamond sugere que estas cadeias de causalidade levaram as civilizações europeias e asiáticas a ocupar um lugar dominante no mundo de hoje.
Diamond usa a conquista das Américas pelos conquistadores espanhóis como um estudo de caso para sua teoria. Ele argumenta que os europeus aproveitaram o seu ambiente para construir estados grandes e complexos, completos com tecnologia e armas avançadas. Os incas e outros grupos nativos não tiveram a mesma sorte, sofrendo de uma orientação norte-sul que impediu o fluxo de bens e conhecimentos em todo o continente. As Américas também careciam dos animais, metais e sistemas de escrita complexos da Eurásia, o que as impedia de alcançar as proteções militares ou biológicas necessárias para combater a ameaça europeia.[33]
A teoria de Diamond, naturalmente, não passou sem críticas. Foi notavelmente atacado por não fornecer detalhes suficientes sobre a causalidade das variáveis ambientais e por deixar lacunas lógicas no raciocínio. O geógrafo Andrew Sluyter argumentou que Diamond era tão ignorante quanto os racistas do século XIX. Sluyter desafiou a teoria de Diamond, pois ela parecia sugerir que as condições ambientais levavam à seleção genética, que então levaria à riqueza e ao poder para certas civilizações. Sluyter também ataca o determinismo ambiental, condenando-o como um campo altamente estudado e popular, baseado inteiramente na combinação "rápida e suja" de ciências naturais e sociais de Diamond. 
Daron Acemoglu e James A. Robinson criticaram de forma semelhante o trabalho de Diamond em seu livro "Why Nations Fail". Afirmam que a teoria está ultrapassada e não consegue explicar eficazmente as diferenças no crescimento económico após 1500 ou as razões pelas quais estados geograficamente próximos podem apresentar grandes diferenças em termos de riqueza. Em vez disso, favoreceram uma abordagem institucional em que o sucesso ou o fracasso de uma sociedade se baseia na força subjacente das suas instituições.[27] Escrevendo em resposta aos argumentos institucionais, Diamond concordou que as instituições são uma causa importante, mas argumentou que o seu desenvolvimento é muitas vezes fortemente influenciado pela geografia, como o claro padrão regional em África, onde os países do norte e do sul são mais ricos do que os das regiões tropicais. 

### Geografia e construção do Estado africano pré-colonial

#### Os efeitos do clima e da abundância de terras no desenvolvimento dos sistemas estatais
No seu livro "States and Power in Africa", o cientista político Jeffrey Herbst argumenta que as condições ambientais ajudam a explicar porque é que, em contraste com outras partes do mundo, como a Europa, muitas sociedades pré-coloniais em África não se desenvolveram em sociedades densas, estabelecidas e hierárquicas, com forte controle estatal que competia com os estados vizinhos por pessoas e território. Herbst argumenta que a experiência europeia de construção do Estado foi altamente idiossincrática porque ocorreu sob pressões geográficas sistémicas que favoreceram guerras de conquista – nomeadamente, terrenos transitáveis, escassez de terras e elevadas densidades populacionais. Confrontadas com a constante ameaça de guerra, as elites políticas enviaram administradores e forças armadas dos centros urbanos para o interior rural para aumentar os impostos, recrutar soldados e fortificar zonas tampão. Consequentemente, os estados europeus desenvolveram instituições fortes e ligações capital-periferia. 
Em contraste, os factores geográficos e climáticos na África pré-colonial tornaram o estabelecimento de controlo absoluto sobre determinadas partes de terra proibitivamente dispendioso. Por exemplo, como os agricultores africanos dependiam da agricultura dependente da chuva e, consequentemente, investiam pouco em determinadas áreas de terra, podiam facilmente fugir dos governantes em vez de lutar. 
Alguns dos primeiros impérios africanos, como o Império Ashanti, projetaram com sucesso o poder em grandes distâncias através da construção de estradas. As maiores políticas pré-coloniais surgiram na faixa de savana sudanesa da África Ocidental porque os cavalos e camelos podiam transportar exércitos pelo terreno. Noutras áreas, não existiam organizações políticas centralizadas acima do nível da aldeia. Os estados africanos não desenvolveram instituições mais reativas sob o domínio colonial ou pós-independência. As potências coloniais tiveram pouco incentivo para desenvolver instituições estatais para proteger as suas colónias contra invasões, tendo dividido a África na Conferência de Berlim. Em vez disso, os colonizadores concentraram-se na exploração dos recursos naturais e no colonialismo de exploração. 

#### O efeito dos ambientes de doenças
Marcella Alsan argumenta que a prevalência da mosca tsé-tsé prejudicou a formação inicial de estados na África. Como o vírus da tsé-tsé era letal para vacas e cavalos, comunidades afetadas pelo inseto não podiam contar com os benefícios agrícolas proporcionados pelo gado. Comunidades africanas foram impedidas de acumular excedentes agrícolas, trabalhar a terra ou consumir carne. Devido ao ambiente de doença que dificultou a formação de comunidades agrícolas, as sociedades africanas iniciais se assemelhavam a pequenos grupos de caçadores-coletores e não a estados centralizados. 
A disponibilidade relativa de animais de criação permitiu que as sociedades europeias formassem instituições centralizadas, desenvolvessem tecnologias avançadas e criassem uma rede agrícola. Eles podiam contar com seus animais de criação para reduzir a necessidade de trabalho manual. O gado também diminuiu a vantagem comparativa da posse de escravos. Sociedades africanas contavam com o uso de membros de tribos rivais como mão de obra escrava onde a mosca era prevalente, o que impediu a cooperação societal de longo prazo. Alsan argumenta que suas descobertas apoiam a visão de Kenneth Sokoloff e Stanley Engerman de que os endowments (dotados de recursos) moldam as instituições estatais. 

#### Lhamas, chuño e o Império Inca
Carl Troll argumentou que o desenvolvimento do estado Inca nos Andes centrais foi auxiliado por condições que permitiam a elaboração do alimento básico chuño. Chuño, que pode ser armazenado por longos períodos, é feito de batatas secas em temperaturas de congelamento comuns durante a noite nas terras altas do sul do Peru. Contrariando a ligação entre o estado Inca e a batata desidratada está o fato de que outras culturas, como o milho, também podem ser preservadas apenas com o sol. Troll também argumentou que as lhamas, os animais de carga dos Incas, podem ser encontradas em maior número nesta mesma região.  Vale a pena considerar que a extensão máxima do Império Inca coincidiu com a maior distribuição de alpacas e lhamas. Como terceiro ponto, Troll destacou a tecnologia de irrigação como vantajosa para a construção do estado Inca. Embora tenha teorizado sobre influências ambientais no Império Inca, ele se opôs ao determinismo ambiental, argumentando que a cultura estava no cerne da civilização Inca. 

## Efeitos da geografia nos regimes políticos
Numerosos estudiosos argumentaram que fatores geográficos e ambientais afetariam os tipos de regime político que as sociedades desenvolvem e moldam os caminhos em direção à democracia versus ditadura.

### Doenças e ambiente
Daron Acemoglu, Simon Johnson e James A. Robinson tornaram-se notórios por demonstrar que doenças e terreno ajudaram a moldar tendências em direção à democracia versus ditadura e, por meio delas, crescimento econômico e desenvolvimento. Em seu livro "Por que as Nações Falham" e em um artigo intitulado "As Origens Coloniais do Desenvolvimento Comparativo: Uma Investigação Empírica", os autores mostram que o ambiente de doenças coloniais moldaram a propensão dos europeus para colonizar o território ou não, e se desenvolveram sistemas agrícolas e mercados de trabalho que eram livres e igualitários versus exploradores e desiguais. Eles argumentam que essas escolhas de instituições políticas e econômicas moldaram as tendências para democracia ou ditadura ao longo dos séculos. 

### Recursos
Para entender o impacto e a criação de instituições durante a formação inicial do Estado, os historiadores econômicos Stanley Engerman e Kenneth Sokoloff examinaram o desenvolvimento econômico das Américas durante a colonização. Eles descobriram que o sucesso ou fracasso das colônias americanas no início estava baseado nos dotados de recursos específicos disponíveis para cada colônia. Esses dotados incluíam o clima, a rentabilidade do solo, o potencial das colheitas e até a densidade da população nativa. Instituições foram formadas para aproveitar esses dotados. Os mais bem-sucedidos desenvolveram a capacidade de mudar e se adaptar a novas circunstâncias ao longo do tempo. 
Os dotados de recursos também influenciaram as instituições políticas. Isso é demonstrado pela elite proprietária de plantações usando seu poder para garantir instituições governamentais duradouras e aprovar legislação que leva à persistência da desigualdade na sociedade. Engerman e Sokoloff descobriram que as economias de pequenos agricultores eram mais equitativas, uma vez que desencorajavam a formação de uma classe elite e distribuíam o poder político democraticamente para a maioria dos proprietários de terras do sexo masculino. Essas diferenças nas instituições políticas também foram altamente influentes no desenvolvimento das escolas, já que sociedades mais equitativas exigiam uma população educada para tomar decisões políticas. 
Engerman e Sokoloff concluem que, embora as instituições tenham influenciado fortemente o sucesso de cada colônia, nenhum tipo individual de instituição é a fonte de crescimento econômico e estatal. Outras variáveis, como dotados de recursos, tecnologias e a criação de direitos de propriedade, são igualmente cruciais no desenvolvimento social. Para incentivar o sucesso estatal, uma instituição deve ser adaptável e adequada para encontrar a fonte mais econômica de crescimento. 
Outros estudiosos proeminentes contestam até que ponto os dotados de recursos determinam as instituições econômicas e políticas. Os economistas americanos William Easterly e Ross Levine argumentam que o desenvolvimento econômico não depende exclusivamente de dotados geográficos, como climas temperados, climas resistentes a doenças ou solo favorável a culturas comerciais. Eles destacam que não há evidências de que os dotados geográficos influenciem a renda dos países além das instituições. Observam que estados como Burundi são pobres, apesar das condições ambientais favoráveis, devido aos danos causados pelo colonialismo. Estados como o Canadá, com menos dotados de recursos, são mais estáveis e têm rendas per capita mais altas. 
Easterly e Levine observam ainda que os estudos sobre como o ambiente influencia diretamente a terra e o trabalho foram prejudicados por teorias racistas de subdesenvolvimento, mas isso não significa que tais teorias possam ser automaticamente desacreditadas. Argumentam que Diamond destaca corretamente a importância de germes e culturas no longo prazo do desenvolvimento tecnológico da sociedade. Concluem que, embora os resultados de regressão apoiem as descobertas de Jared Diamond e David Landes de que os dotados de recursos influenciam o PIB per capita, suas descobertas apoiam mais a visão de que instituições duradouras moldam principalmente os resultados do desenvolvimento econômico. Instituições relevantes incluem direitos de propriedade privada e o estado de direito. 
Jeffrey B. Nugent e James A. Robinson desafiam de forma semelhante estudiosos como Barrington Moore, que sustentam que certos dotados de recursos e pré-condições agrícolas levam necessariamente a organizações políticas e econômicas específicas. Nugent e Robinson mostram que as economias do café na América do Sul seguiram caminhos radicalmente diferentes de desenvolvimento político e econômico durante o século XIX. 
Alguns estados de café, como Costa Rica e Colômbia, promulgaram leis como o Homestead Act de 1862. Favoreciam pequenos proprietários, realizavam eleições, mantinham exércitos pequenos e travavam menos guerras. Arranjos de pequenos agricultores provocaram amplo investimento governamental em educação. Outros estados, como El Salvador e Guatemala, produziam café em fazendas, onde os indivíduos eram mais excluídos. Se um estado se tornava pequeno proprietário ou fazendeiro não dependia dos dotados de recursos, mas das normas estabelecidas durante o colonialismo, nomeadamente, estatutos legais que determinavam o acesso à terra, a origem das elites governantes e o grau de competição política permitido. Nugent e Robinson concluem assim que os dotados de recursos por si só não determinam as instituições econômicas ou políticas. 

## Efeitos diretos da geografia no desenvolvimento econômico

### Efeitos do terreno no comércio e na produtividade
Os historiadores também notaram que as densidades populacionais parecem concentrar-se nas zonas costeiras e que os estados com grandes costas beneficiam de rendimentos médios mais elevados em comparação com os dos países sem litoral. A vida costeira provou ser vantajosa durante séculos, pois as civilizações dependiam da costa e dos cursos de água para comércio, irrigação e como fonte de alimento. Por outro lado, os países sem costas ou vias navegáveis são frequentemente menos urbanizados e têm menos potencial de crescimento devido à lenta movimentação do capital do conhecimento, dos avanços tecnológicos e das pessoas. Também têm de depender de um comércio terrestre dispendioso e demorado, que geralmente resulta na falta de acesso aos mercados regionais e internacionais, dificultando ainda mais o crescimento. Além disso, as localizações do interior tendem a ter densidades populacionais e níveis de produtividade laboral mais baixos. No entanto, factores que incluem solo fértil, rios próximos e sistemas ecológicos adequados para o cultivo de arroz ou trigo podem dar lugar a densas populações no interior. 
Nathan Nunn e Diego Puga observam que, embora o terreno acidentado geralmente dificulte a agricultura, impeça as viagens e limite o crescimento social, os primeiros estados africanos usaram o terreno acidentado em seu benefício. Os autores utilizaram um índice de rugosidade do terreno para quantificar a heterogeneidade topográfica em várias regiões de África, controlando simultaneamente variáveis como a disponibilidade de diamantes e a fertilidade do solo. Os resultados sugerem que, historicamente, a robustez está fortemente correlacionada com a diminuição dos níveis de rendimento em todo o mundo e tem impactado negativamente o crescimento do estado ao longo do tempo. Observam que o terreno acidentado limitou o fluxo de bens comerciais e diminuiu a disponibilidade de culturas, ao mesmo tempo que isolou as comunidades do desenvolvimento do capital de conhecimento. No entanto, o estudo também demonstrou que o terreno teve efeitos positivos em algumas comunidades africanas, protegendo-as do comércio de escravos. As comunidades localizadas em áreas com características acidentadas poderiam esconder-se com sucesso dos traficantes de escravos e proteger as suas casas de serem destruídas. O estudo concluiu que nestas áreas a topografia acidentada produziu benefícios económicos a longo prazo e ajudou a formação de um Estado pós-colonial. 

### Efeitos do clima na produtividade
O impacto que o clima e a navegabilidade da água têm no crescimento económico e no PIB per capita foi estudado por estudiosos notáveis, incluindo Paul Krugman, Jared Diamond e Jeffrey Sachs. Ao utilizar variáveis para medir o determinismo ambiental, tais como o clima, a composição da terra, a latitude e a presença de doenças infecciosas, têm em conta as tendências do desenvolvimento económico mundial às escalas local, regional e global. Para tal, medem o crescimento económico com o PIB per capita ajustado à paridade do poder de compra (PPC), tendo também em consideração a densidade populacional e a produtividade do trabalho. 
Os historiadores económicos descobriram que as sociedades do Hemisfério Norte apresentam padrões de vida mais elevados e que, à medida que a latitude aumenta a norte ou a sul do equador, os níveis do PIB real per capita também aumentam. O clima está estreitamente correlacionado com a produção agrícola, uma vez que sem condições meteorológicas ideais, a agricultura por si só não produzirá o excedente necessário para construir e manter economias. Locais com climas tropicais quentes sofrem frequentemente de subdesenvolvimento devido à baixa fertilidade dos solos, à transpiração excessiva das plantas, às condições ecológicas que favorecem as doenças infecciosas e ao abastecimento de água pouco fiável. Esses fatores podem fazer com que as zonas tropicais sofram uma diminuição de 30% a 50% na produtividade em relação às zonas de clima temperado. As doenças infecciosas tropicais que prosperam em climas equatoriais quentes e úmidos causam milhares de mortes todos os anos. Constituem também um dreno económico para a sociedade devido aos elevados custos médicos e à relutância do capital estrangeiro em investir num estado doentio. Como doenças infecciosas como a malária muitas vezes necessitam de uma ecologia quente para crescer, os estados nas latitudes médias a altas estão naturalmente protegidos dos efeitos devastadores dessas doenças. 

### Determinismo climático e colonização
O determinismo climático, também conhecido como paradoxo equatorial, é um aspecto da geografia económica. De acordo com esta teoria, cerca de 70% do desenvolvimento económico de um país pode ser previsto pela distância entre esse país e o equador, e que quanto mais longe do equador um país está localizado, mais desenvolvido ele tende a ser. A teoria é o argumento central de Physioeconomics: The Basis for Long-Run Economic Growth, de Philip M. Parker, no qual ele argumenta que, uma vez que os humanos se originaram como mamíferos tropicais, aqueles que se mudaram para climas mais frios tentam restaurar sua homeostase fisiológica por meio da criação de riqueza. Este ato inclui a produção de mais alimentos, melhores habitações, aquecimento, roupas quentes, etc. Por outro lado, os humanos que permanecem em climas mais quentes são mais confortáveis fisiologicamente simplesmente devido à temperatura e, portanto, têm menos incentivos para trabalhar para aumentar os seus níveis de conforto. Portanto, de acordo com Parker, o PIB é um produto direto da compensação natural dos seres humanos ao seu clima. 
Os geógrafos políticos têm usado a ideologia do determinismo climático para tentar prever e racionalizar a história da civilização, bem como para explicar as divisões sociais e culturais existentes ou percebidas entre os povos. Alguns argumentam que uma das primeiras tentativas que os geógrafos fizeram para definir o desenvolvimento da geografia humana em todo o mundo foi relacionar o clima de um país com o desenvolvimento humano. Usando esta ideologia, muitos geógrafos acreditaram que eram capazes de “explicar e prever o progresso das sociedades humanas”.Isto fez com que as zonas climáticas mais quentes fossem “vistas como produtoras de povos menos civilizados, mais degenerados, necessitados de salvação pelas potências coloniais ocidentais”. 
Ellsworth Huntington também viajou pela Europa continental na esperança de compreender melhor a ligação entre o clima e o sucesso do Estado, publicando as suas descobertas em "The Pulse of Asia", e elaborando mais detalhadamente em "Civilization and Climate". Tal como os geógrafos políticos, uma componente crucial do seu trabalho foi a crença de que o clima do Noroeste da Europa era ideal, com as áreas mais a norte a serem demasiado frias e as áreas mais a sul a serem demasiado quentes, resultando em populações preguiçosas e descontraídas.  Estas ideias foram conexões poderosas com o colonialismo e podem ter desempenhado um papel na criação do 'outro' e na literatura que muitos usaram para justificar tirar vantagem de nações menos avançadas.  Huntington também argumentou que o clima pode levar ao desaparecimento até mesmo de civilizações avançadas através da seca, da insegurança alimentar e de danos à produção económica. 

## Críticas
O determinismo socioambiental e geográfico, que sugere que características sociais e culturais são predominantemente moldadas por fatores ambientais e geográficos, enfrenta várias críticas de estudiosos de diversas disciplinas. Embora essas teorias tenham contribuído para a compreensão de certos fenômenos, é crucial abordar essas críticas para evitar simplificações excessivas e generalizações inadequadas. Um dos primeiros pontos é o fato o determinismo socioambiental reduz a complexidade das sociedades humanas, ignorando a multiplicidade de fatores que contribuem para o desenvolvimento cultural. A cultura é um fenômeno multifacetado que não pode ser totalmente explicado por elementos geográficos ou ambientais. 
As críticas destacam a diversidade observada mesmo dentro de regiões geográficas semelhantes. A presença de diferentes culturas, práticas sociais e instituições em áreas geograficamente próximas desafia a ideia de que o ambiente determina rigidamente o comportamento humano. O determinismo socioambiental muitas vezes negligencia a capacidade das sociedades humanas de evoluir culturalmente ao longo do tempo. As mudanças sociais e culturais podem ser impulsionadas por uma variedade de fatores, incluindo interações sociais, tecnológicas e políticas, que vão além das influências geográficas. 
Na era da globalização e migração, as influências sobre as culturas não estão mais limitadas ao ambiente local. As interações globais e a conectividade têm um papel significativo na formação das identidades culturais, superando as restrições do determinismo geográfico. Críticos apontam que, em muitos casos, as sociedades humanas demonstram uma notável capacidade de adaptação às mudanças ambientais. Ao invés de serem determinadas passivamente pelo ambiente, as culturas muitas vezes respondem de maneiras complexas e inovadoras. 
Teorias sociais argumentam que a realidade é socialmente construída, e as experiências humanas são moldadas por processos sociais, políticos e históricos. Ignorar esses aspectos pode levar a uma compreensão limitada e distorcida das dinâmicas culturais. O determinismo socioambiental pode, inadvertidamente, perpetuar estigmas e preconceitos ao associar características culturais a condições geográficas específicas. Isso pode levar a generalizações injustas e contribuir para estereótipos prejudiciais.  Estabelecer uma relação causal unidirecional entre características ambientais e culturais é desafiador. Muitas vezes, as influências são bidirecionais e interagem de maneiras complexas, dificultando a atribuição exclusiva de características culturais a fatores geográficos.  
Críticos argumentam a favor de uma abordagem mais dinâmica e contextual, reconhecendo que as interações entre fatores geográficos, sociais e culturais são fluidas e mutáveis ao longo do tempo. Em resumo, enquanto o determinismo socioambiental e geográfico oferece insights valiosos, é fundamental abordá-lo com um olhar crítico e considerar a influência de uma variedade de fatores na formação de sociedades e culturas. Essas críticas destacam a necessidade de uma abordagem mais holística e multidisciplinar para compreender as complexidades da diversidade cultural e social.  